# せとうちニュースアイ
『せとうちニュースアイ』は、2003年3月31日から2005年3月31日までテレビせとうちで放送された夕方のローカルニュース番組。『TSCナイス5』を改題したものであるが、同番組に比べて月曜から木曜までが17:23 - 17:40の約18分に縮小。金曜のみタイトル後ろに「WIDE」と入れ、それまで通りに17:23 - 17:55までの30分以上の枠で放送されていた。テレビ東京の『TXNニュースアイ』とはステーションブレイク無しで接続していた。
番組の終了後、同時間帯のローカルニュースは『ザニュースTSC』→『ザニュースTSCワイド』に引き継がれた。

## キャスター
『TSCナイス5』末期と同様に、金曜のみ女性キャスター2人で進行していた。
- 石村理香（当時TSCアナウンサー、月曜 - 金曜担当）
- 中島有香（TSCアナウンサー、金曜のみに出演）

| テレビせとうち 平日夕方のニュース | テレビせとうち 平日夕方のニュース | テレビせとうち 平日夕方のニュース                   |
| 前番組                            | 番組名                            | 次番組                                              |
| --------------------------------- | --------------------------------- | --------------------------------------------------- |
| TSCナイス5                        | せとうちニュースアイ              | ザニュースTSC ↓ ザニュースTSCワイド ↓ ザニュースTSC |